# Daniel Maag

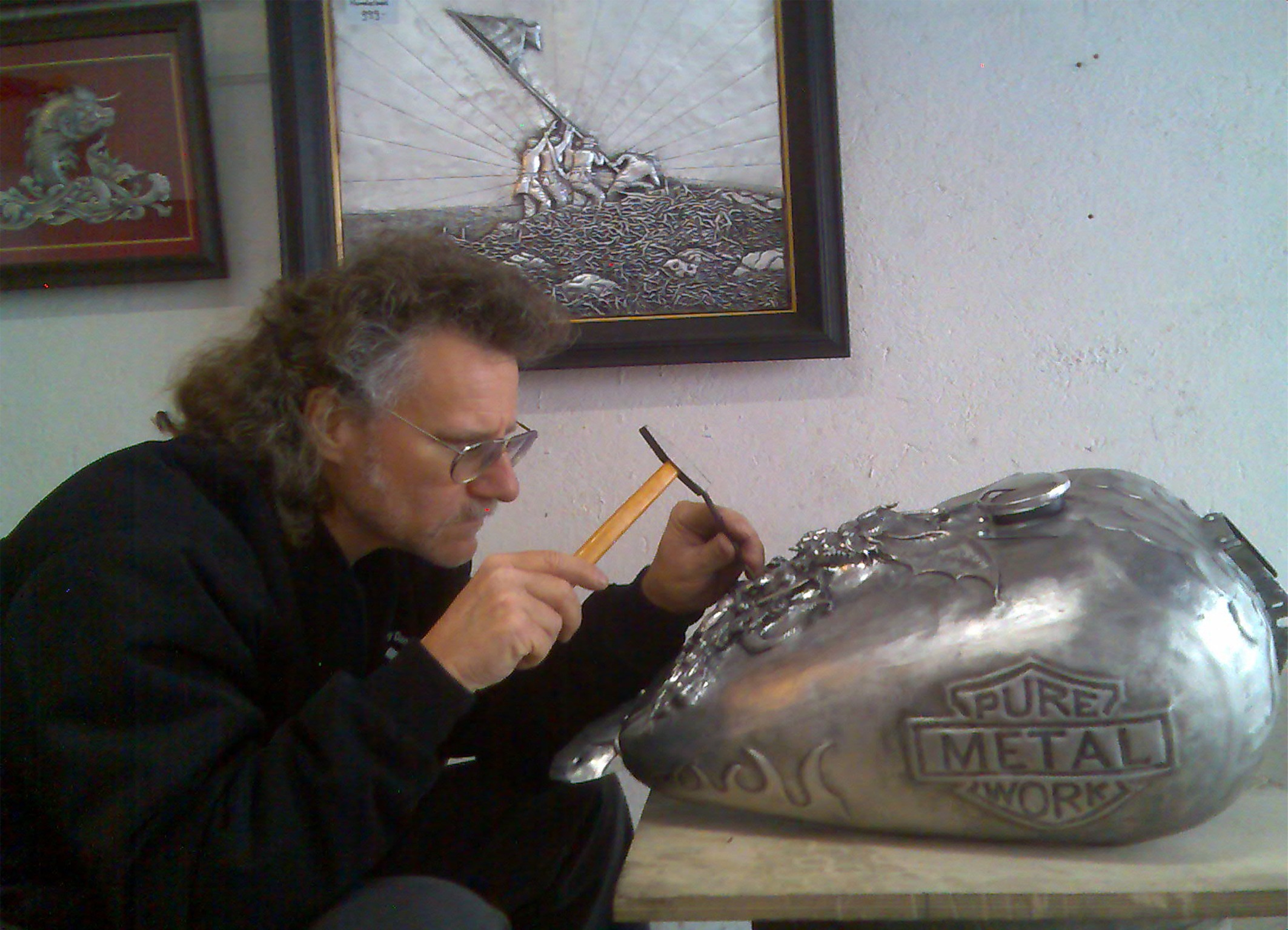
Daniel Maag

Daniel Maag (geb. in Zürich) ist ein Schweizer Kunst-Motorraddesigner.

## Leben und Wirken
Daniel Maag wuchs in Fahrweid auf und erlernte als Knabe das Handwerk eines Schmieds bei seinem Großvater, einem Kunstschmied. Als Sportler gewann Maag verschiedene Leichtathletik-Medaillen. Zum Beispiel stand er im Finale des Zürihegel, einem Sprinter-Wettbewerb für Schweizer Jugendliche. Im Bankdrücken wurde er Schweizer Juniorenmeister, und er praktizierte Kickboxen.
Maag absolvierte eine Lehre zum  Elektromechaniker und besuchte Schulungen im Fachbereich Elektronik. 1993 machte er sich selbständig. Nachdem er sich bereits in seiner Schulzeit mit dem Umbau von Mofas und Motorrädern beschäftigt hatte, gewann er nun vermehrt Kunden in der Harley- und Oldtimer-Szene. Angezogen von der Daytona Bike Week, befasste er sich ab jetzt mit Motorraddesign. 2005 wurde er mit seinem „Aryan“ Sieger in Daytona Beach. Anschließend ging Maag für einige Wintermonate in asiatische Klöster, wo er die Blechtreibkunst erlernte. Er integrierte diese Handwerkstechnik in seine Custom-Fahrzeuge. Mit diesem Design erreichte er Siege weltweit, und seine Objekte wurden in Museen ausgestellt. Mit seinen vier Themen-Bikes erreichte er Wettbewerben an den grössten Motorrad-Shows 6-mal einen Sieg, einmal den zweiten und dreimal den dritten Platz.
Maag betreibt seine Werkstatt in Fahrweid. Einige seiner Fahrzeuge sind in der Schweiz für den öffentlichen Straßenverkehr nicht zugelassen.

### Handwerk
Neben dem Schmiedehandwerk erweiterte er seine Kenntnisse über antike Handwerkstechniken in asiatischen Klöstern. Dort erlernte er die Herstellung von Reliefs aus Blech, sowie das Fertigen von Mosaiken aus Edelsteinen.

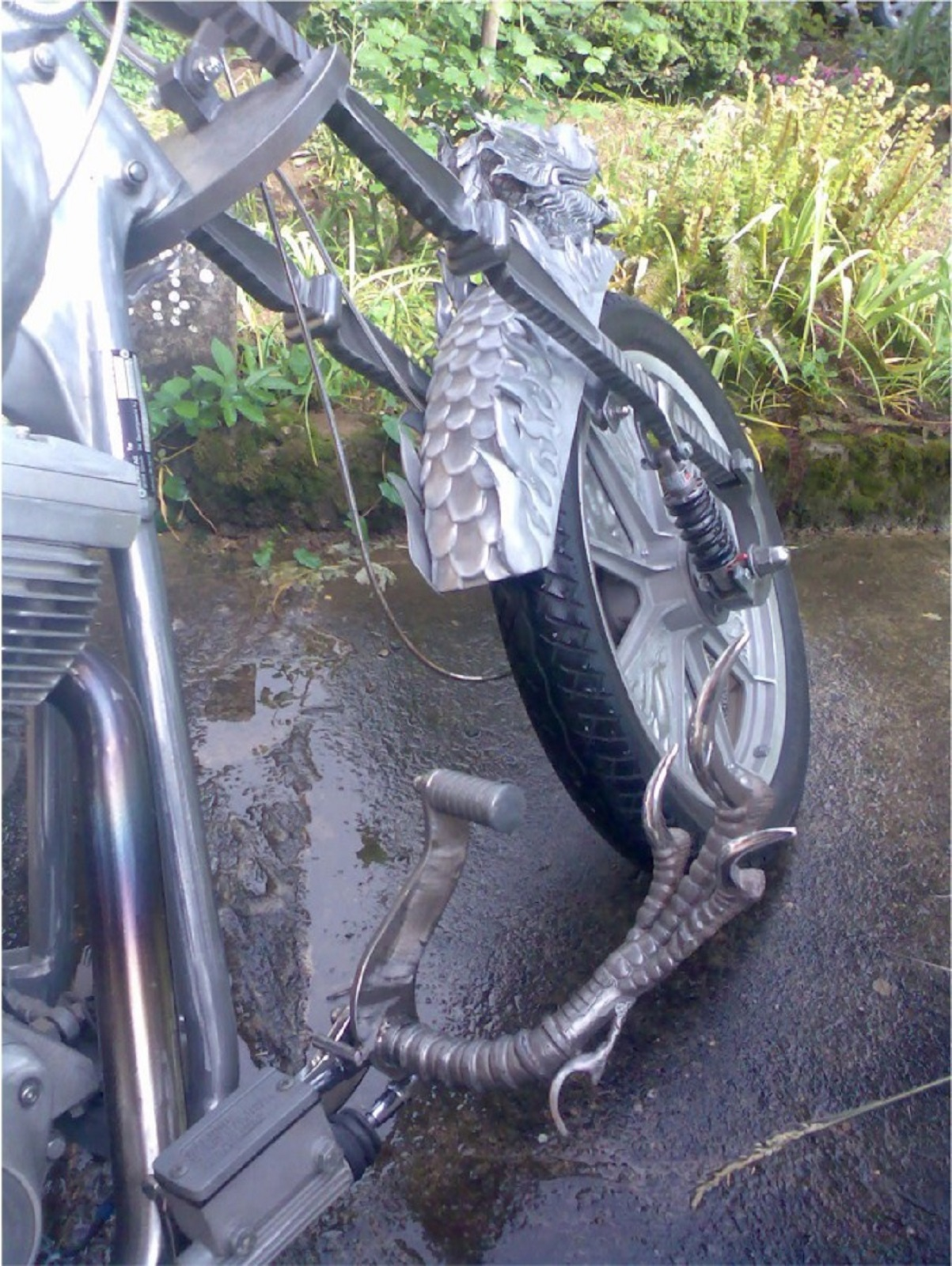
Schmiedearbeiten an einem Motorrad
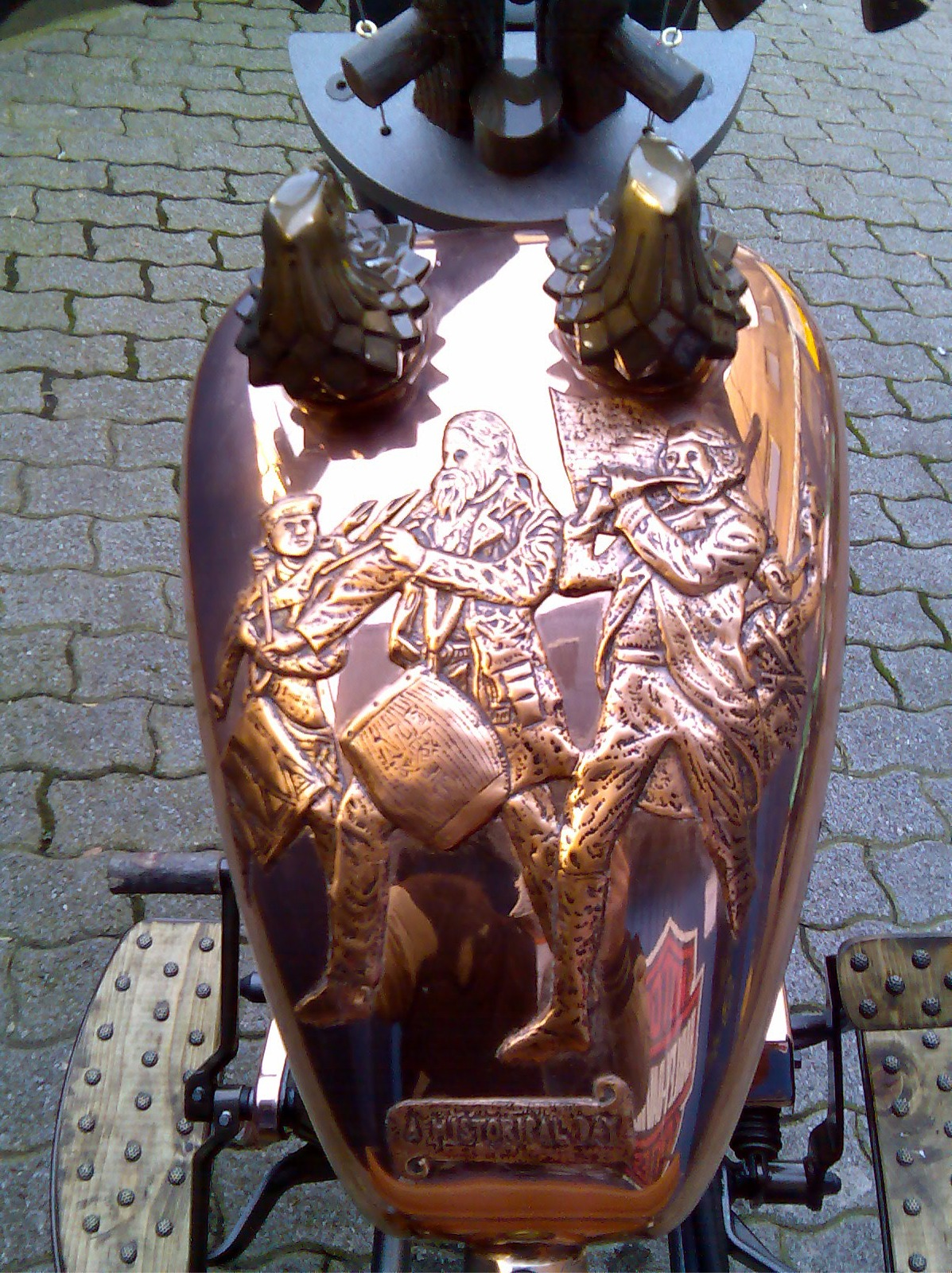
Tank mit Reliefs aus getriebenem Blech
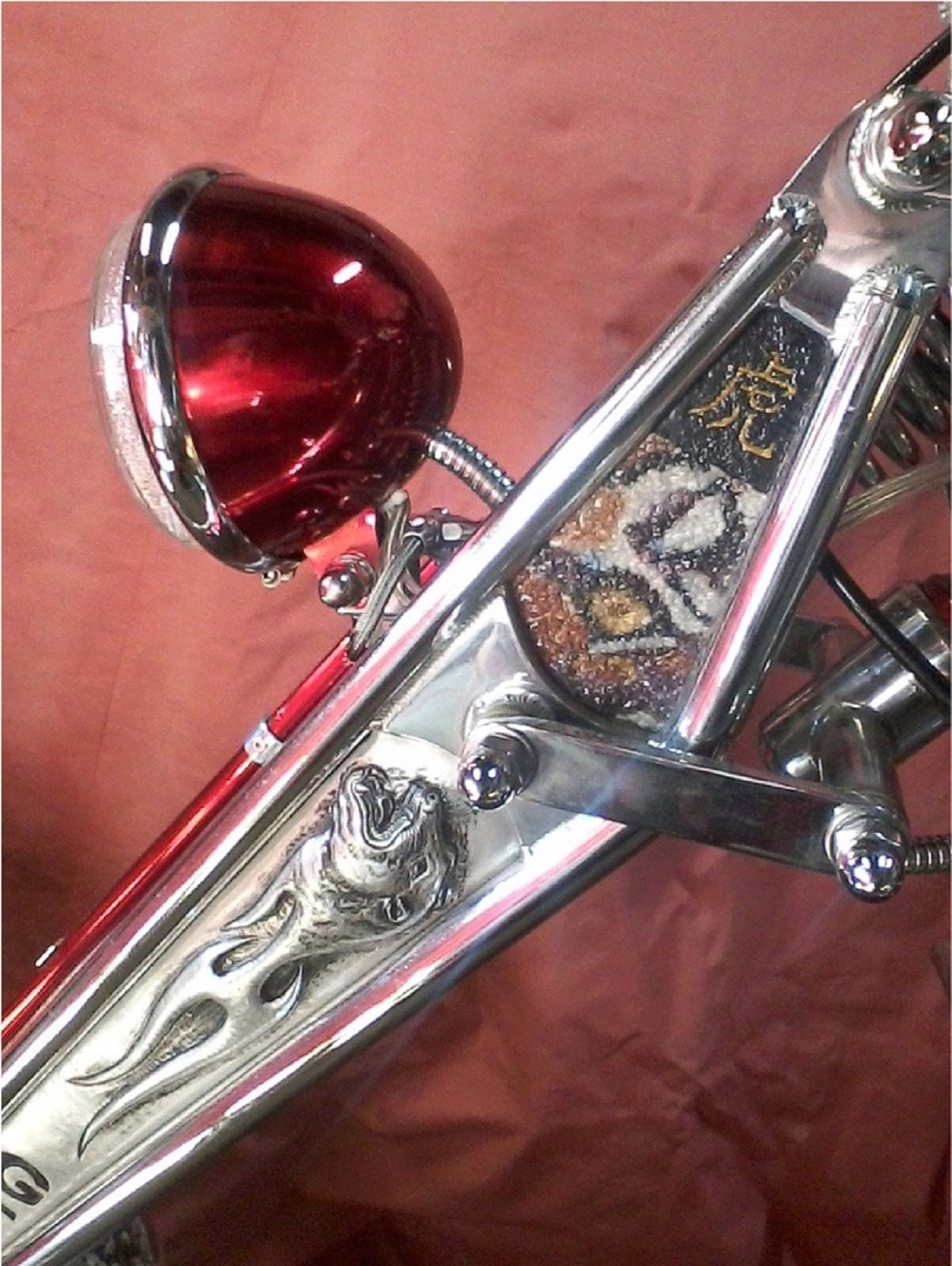
Detail eines Bike
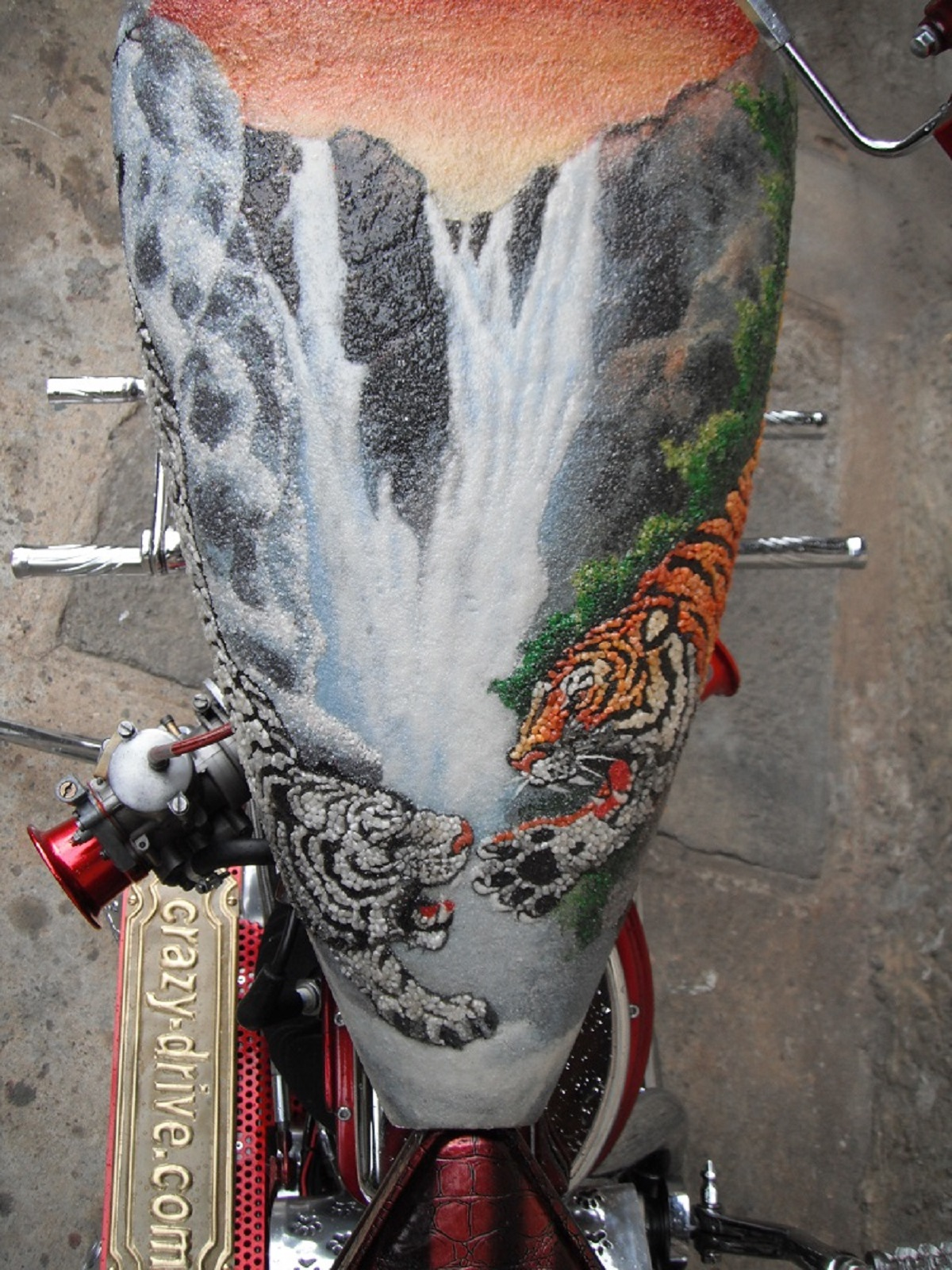
Tank, dekoriert mit Mosaiken aus Schmucksteinen

### Themen-Bikes
Das erste Themen-Bike  „Aryan“ entstand im Jahr 2005. Es wurde gebaut zum 60. Jahrestag des Ende des Zweiten Weltkriegs. Es symbolisiert den Aufstieg und Fall des NS-Reichs in Gedenken an alle Opfer des NS-Terrors.
Das zweite Themen-Bike „Washington Independence“ repräsentierte 222 Jahre amerikanische Unabhängigkeit. Das Motorrad wurde nur aus Materialien gebaut, die damals existent waren, wie Eisen, Kupfer, Kork, Leder usw. Motor und Getriebe sind von Harley-Davidson.
„Pure Metal Bike“, das dritte Themen-Bike, soll auf das Aussterben des traditionellen Handwerks hinweisen. Daniel Maag erlernte in asiatischen Klöstern das Blechtreiben und erstellte das komplette Motorrad in dieser Technik.
„Gem Tiger“, das vierte Themen-Bike, gewann auf verschiedenen Motorrad-Shows in den USA innerhalb von drei Wochen drei erste und einen dritten Platz. Das Motorrad besteht aus Blechtreibarbeiten, kombiniert mit Edelstein-Mosaiken. Maag sammelt auf Ausstellungen Spenden für die vom Aussterben bedrohten Tiger. Die Spenden kommen Tiger-Parks in Thailand und Myanmar zugute.

## Preise
- 2005: 1. Platz Daytona Bike Week (Boardwalk) Florida USA
- 2008: 2. Platz Daytona Bike Week (Boardwalk) Florida USA
- 2010: 1. Platz (Art Lake Thaoe) California USA
- 2010: 3. Platz Sturgis (Rats Hole Show), South Dakota USA
- 2010: AMD (American Motorcycle Dealer) World Championship, Mainz[5]
- 2011: 1. Platz Daytona Bike Week (Rats Hole Show), Florida USA
- 2011: 3. Platz Daytona Bike Week (Boardwalk), Florida USA
- 2014:  AMD World Championship, Köln[6]
- 2016: 1. Platz Daytona Bike Week (Rats Hole Show), Florida USA
- 2016: 3. Platz Daytona Bike Week (Boardwalk), Florida USA
- 2016: 1. Platz Plant City, Florida USA
- 2016: 1. Platz Webster Florida USA
- 2018: AMD World Championship, Köln[7]

## Ausstellungen
- 2008: Museum of Art - DeLand,  Florida USA
- 2010: Museum Palace of Fine Art, Cl USA